# دیاستول

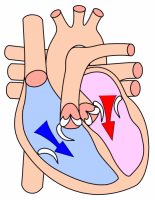
وضعیت قلب در جریان دیاستول بطنی.

دیاستول یا انبساط قلب (به انگلیسی: Diastole) (تلفظ: دایستلی) به حالت استراحت کل قلب گفته می‌شود. درحقیقت مدت زمانی که پس از انقباض قلب، بطن‌ها پر از خون می‌شوند، قلب به حالت پیش از سیستول بازگشته و دیاستول رخ می‌دهد. در حین رخ دادن دیاستول بطنی، بطن‌ها در حالت استراحت و در زمان دیاستول دهلیز، دهلیزها، در حالت استراحت هستند. واژهٔ دیاستول، برگرفته از واژهٔ یونانی διαστολη، به معنی آماس و ورم‌کردگی است.
هنگام سمع قلب فاصله بین صدای اول و صدای دوم قلبی (S2) با زمان سیستول قلب مطابقت دارد و این زمان به‌طور طبیعی کوتاهتر از زمان بین صدای دوم و اول (دیاستول) است.